# ルーマニアの大統領
ルーマニアの大統領（ルーマニアのだいとうりょう、ルーマニア語: Preşedintele României）は、ルーマニアの元首たる大統領である。

## 概要
国家評議会議長のニコラエ・チャウシェスクが1974年に創設。1989年のルーマニア革命により大統領職を停止した後、1991年に新憲法の施行に伴い再び設置した。

## 選出
国民の直接選挙で選出され、任期は5年。3選は禁止されている。しかし、1990年の新憲法制定後に選出された大統領の任期は2年で、3選規定から除外された。大統領は政党の所属を禁じられており、就任前に党籍離脱をすることが求められる。

## 権限
ルーマニアは議院内閣制を採用しており、行政権は首相率いる内閣にある。大統領官邸はブカレスト市のコトロチェニ(Cotroceni)宮殿。

## 大統領権限継承順位
元老院（上院）議長が昇格。

## 大統領の一覧
| ルーマニア社会主義共和国 (1974-1989) |                                                  |                       |                               |                                 |                                 |                                |                                     |
| 代                                   | 大統領                                           | 大統領                | 所属政党                      | 期                              | 在任期間                        | 在任期間                       | 備考                                |
| 001                                  | ニコラエ・チャウシェスク Nicolae Ceaușescu       |                       | ルーマニア共産党 （PCR）      | 1                               | 1974年3月28日 - 1980年3月28日   | 15年 + 269日                   |                                     |
| 001                                  | ニコラエ・チャウシェスク Nicolae Ceaușescu       | 2                     | ルーマニア共産党 （PCR）      | 1980年3月28日 - 1985年3月29日   |                                 | 15年 + 269日                   |                                     |
| 001                                  | ニコラエ・チャウシェスク Nicolae Ceaușescu       | 3                     | ルーマニア共産党 （PCR）      | 1985年3月29日 - 1989年12月22日  | 権力喪失                        | 15年 + 269日                   |                                     |
| ルーマニア (1989-現在)               |                                                  |                       |                               |                                 |                                 |                                |                                     |
| 代                                   | 大統領                                           | 大統領                | 所属政党                      | 期                              | 在任期間                        | 在任期間                       | 備考                                |
| 00－                                 | 救国戦線評議会 Frontul Salvării Naţionale        |                       | －                            | －                              | 1989年12月22日 - 1989年12月26日 | 4日                            | 暫定統治組織                        |
| 00－                                 | イオン・イリエスク Ion Iliescu                   |                       | 無所属                        | －                              | 1989年12月26日 - 1990年2月6日   | 42日                           | 暫定元首 （救国戦線評議会議長）     |
| 00－                                 | イオン・イリエスク Ion Iliescu                   |                       | 救国戦線 （FSN）              | －                              | 1990年2月6日 - 1990年6月20日    | 134日                          | 暫定元首 （暫定国家統一評議会議長） |
| 001                                  | イオン・イリエスク Ion Iliescu                   |                       | 救国戦線 （FSN）              | 1                               | 1990年6月20日 - 1992年4月7日    | 6年 + 159日                    |                                     |
| 0(1)                                 | イオン・イリエスク Ion Iliescu                   | 民主救国戦線 （FDSN） | 1992年4月7日 - 1992年10月11日 | 1                               | 新党結成                        | 6年 + 159日                    |                                     |
| 0(1)                                 | イオン・イリエスク Ion Iliescu                   | 無所属                | 2                             | 1992年10月11日 - 1996年11月26日 |                                 | 6年 + 159日                    |                                     |
| 002                                  | エミル・コンスタンティネスク Emil Constantinescu |                       | 無所属                        | 3                               | 1996年11月26日 - 2000年12月20日 | 4年 + 24日                     |                                     |
| 003                                  | イオン・イリエスク Ion Iliescu                   |                       | 無所属                        | 4                               | 2000年12月20日 - 2004年12月20日 | 4年 + 0日 （計 10年 + 159日）  |                                     |
| 004                                  | トラヤン・バセスク Traian Băsescu                |                       | 無所属                        | 5                               | 2004年12月20日 - 2007年4月20日  | 2年 + 121日                    | 職務停止                            |
| 00－                                 | ニコラエ・ヴァカロイウ Nicolae Văcăroiu          |                       | 社会民主党 （PSD）            | 5                               | 2007年4月20日 - 2007年5月23日   | 33日                           | 大統領代行 （元老院議長）           |
| 0(4)                                 | トラヤン・バセスク Traian Băsescu                |                       | 無所属                        | 5                               | 2007年5月23日 - 2009年12月20日  | 5年 + 48日 （計 7年 + 169日）  | 復職                                |
| 0(4)                                 | トラヤン・バセスク Traian Băsescu                | 6                     | 無所属                        | 2009年12月20日 - 2012年7月10日  | 職務停止                        | 5年 + 48日 （計 7年 + 169日）  |                                     |
| 00－                                 | クリン・アントネスク Crin Antonescu              | 6                     |                               | 国民自由党 （PNL）              | 2012年7月10日 - 2012年8月27日   | 48日                           | 大統領代行 （元老院議長）           |
| 0(4)                                 | トラヤン・バセスク Traian Băsescu                | 6                     |                               | 無所属                          | 2012年8月27日 - 2014年12月21日  | 2年 + 116日 （計 9年 + 285日） | 復職                                |
| 005                                  | クラウス・ヨハニス Klaus Iohannis                |                       | 無所属                        | 7                               | 2014年12月21日 - 2019年12月21日 | 10年 + 53日                    |                                     |
| 005                                  | クラウス・ヨハニス Klaus Iohannis                | 8                     | 無所属                        | 2019年12月21日 - 2025年2月12日  |                                 | 10年 + 53日                    |                                     |
| 00－                                 | イリエ・ボロジャン Ilie Gavril Bolojan           | 8                     |                               | 国民自由党 （PNL）              | 2025年2月12日 - 2025年5月26日   | 103日                          | 大統領代行 （元老院議長）           |
| 006                                  | ニクショル・ダン Nicuşor Dan                     |                       | 無所属                        | 9                               | 2025年5月26日 - （現職）        | 20日                           |                                     |